# Cung sương mù

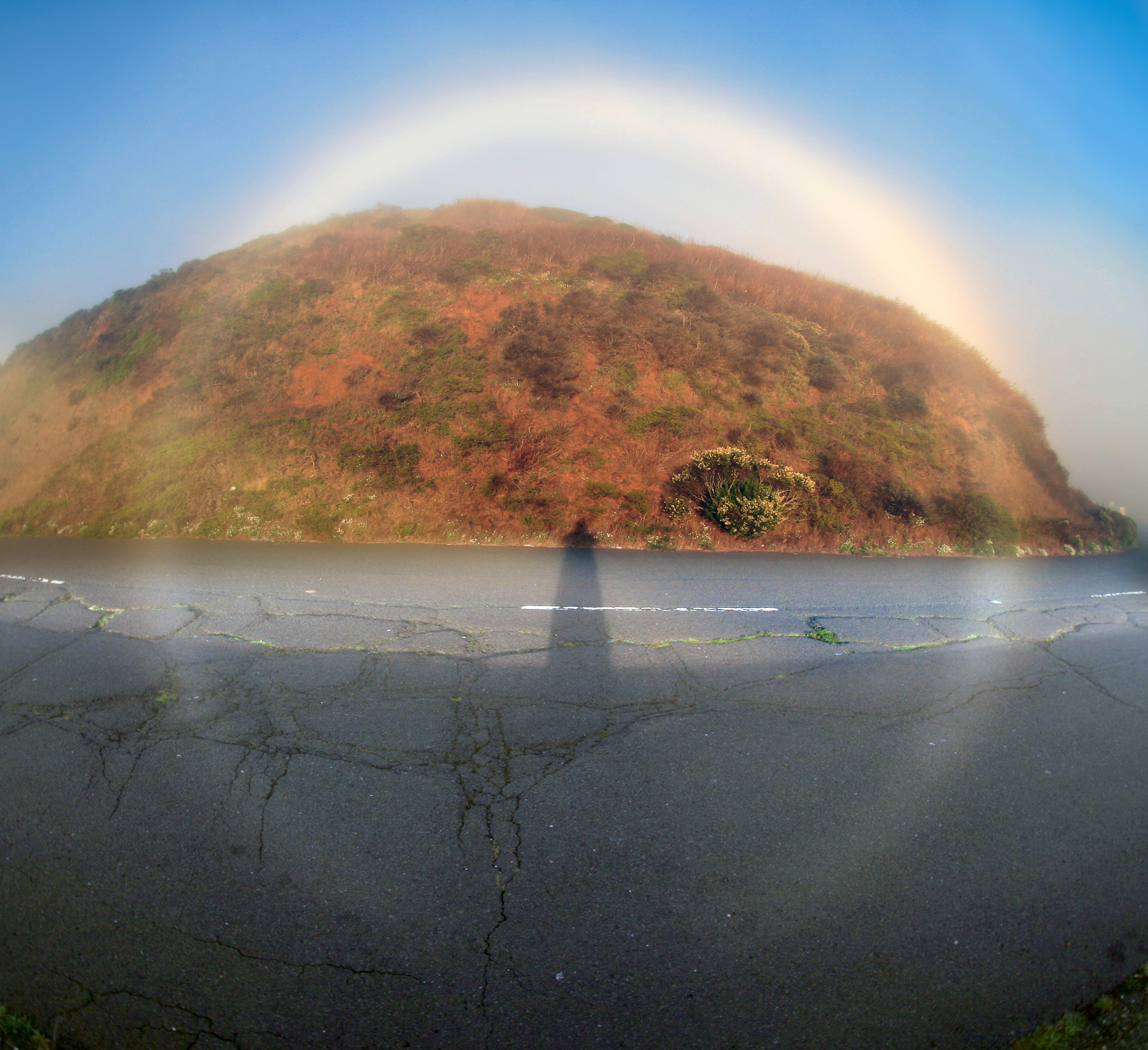
Cung sương mù 360°

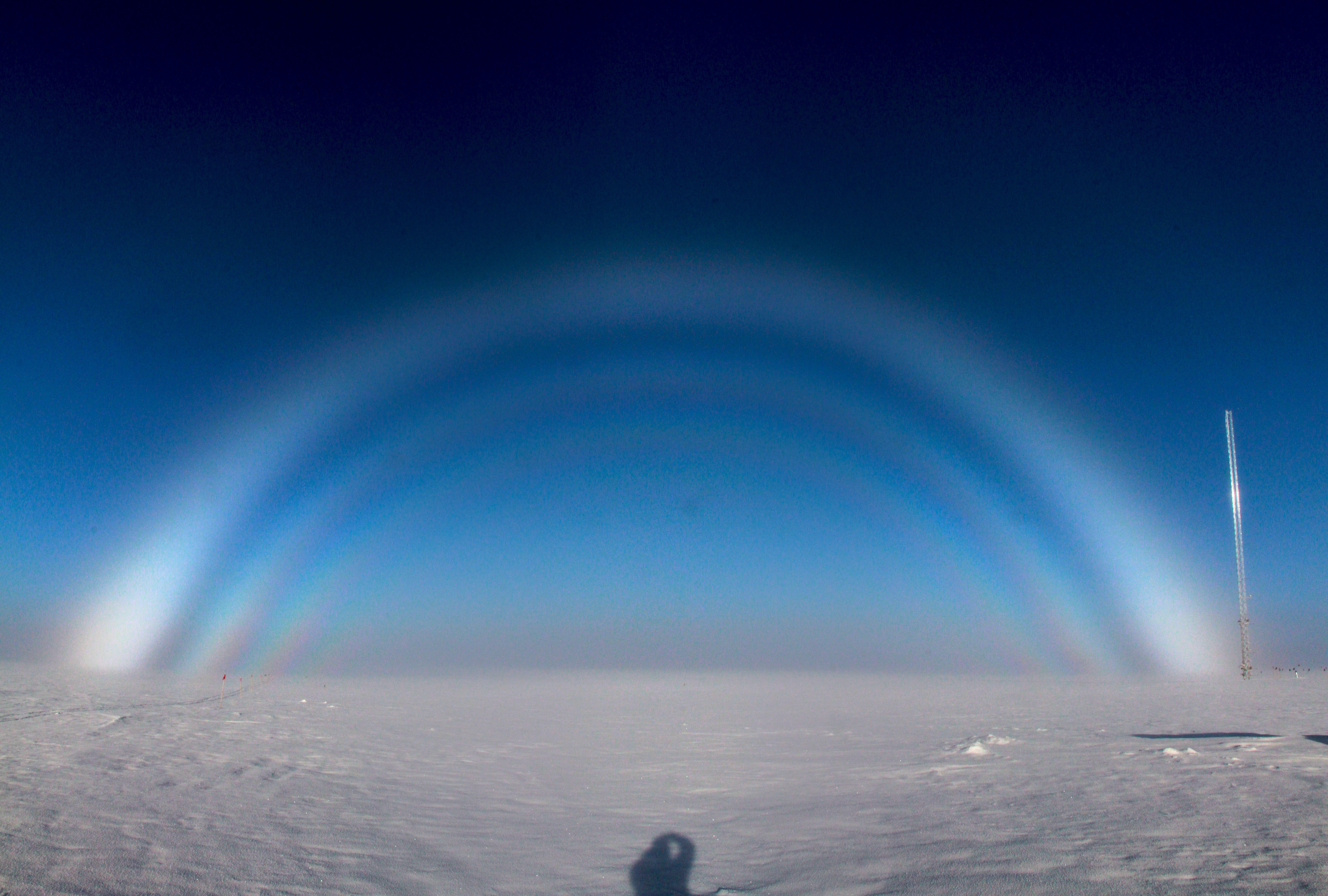
Cung sương mù tại Trạm nghiên cứu Summit, Greenland.

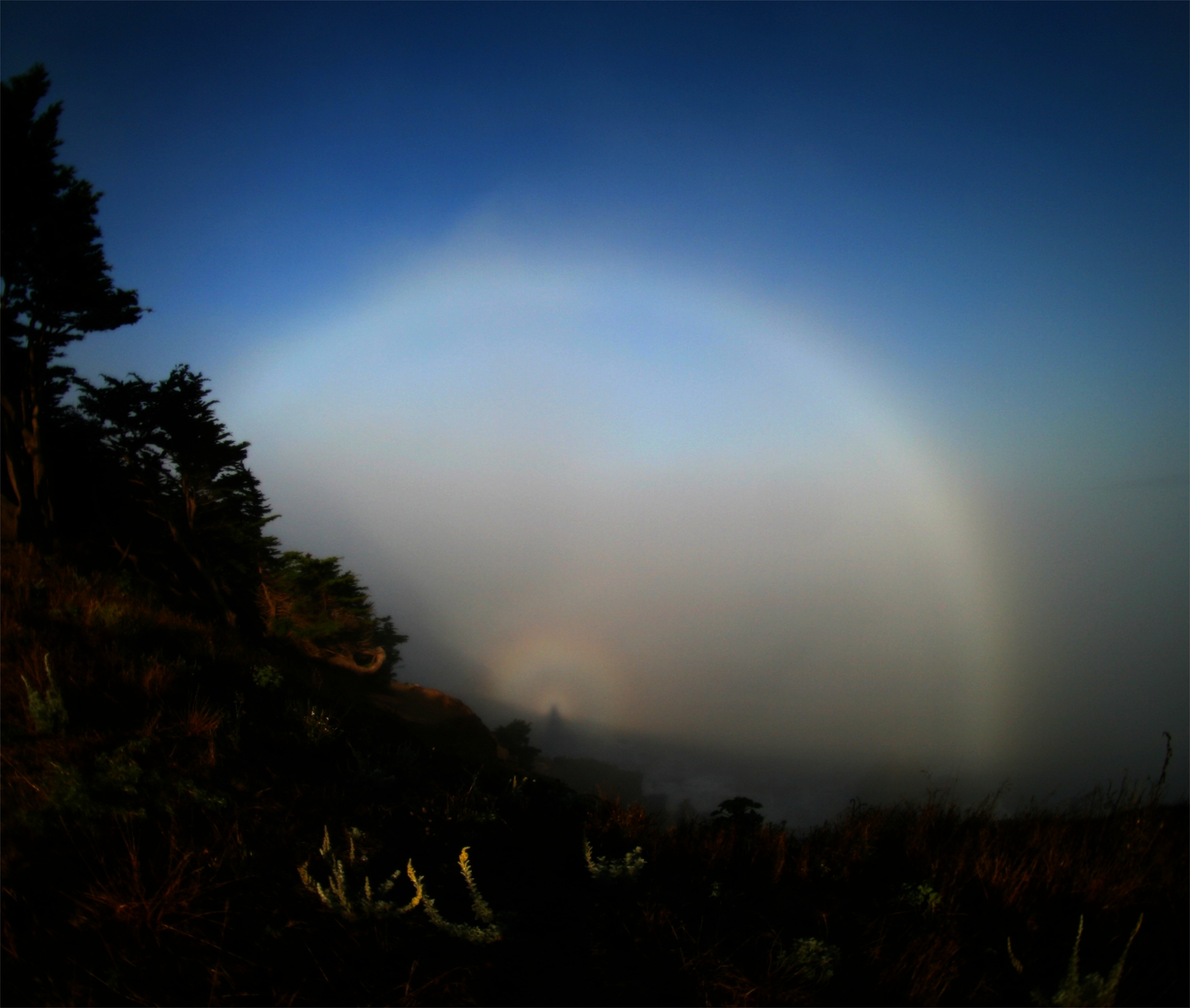
Một cung sương mù, glory Mặt Trời và bóng ma Brocken được thấy tại San Francisco

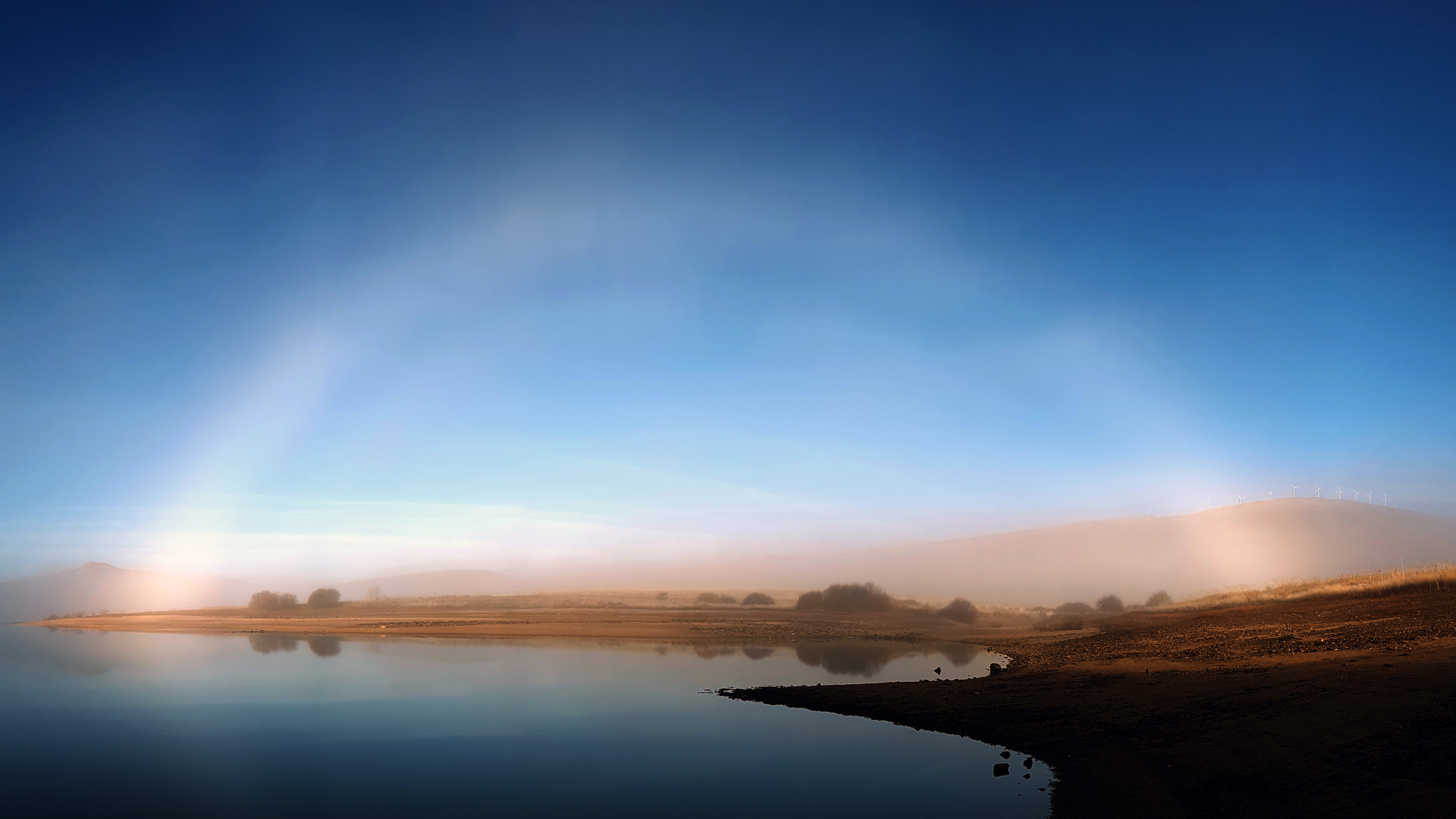
Cung sương mù ở Đài thiên văn Canada

Cung sương mù, đôi khi được gọi là cầu vồng trắng, là một hiện tượng tương tự như cầu vồng; tuy nhiên như tên gọi của nó, nó là một cung tròn trong sương mù chứ không phải từ mưa. Bởi vì kích thước rất nhỏ của các giọt nước gây ra sương mù (nhỏ hơn 0,05 milimét (0,0020 in)), cung sương mù chỉ có màu rất yếu, có rìa ngoài màu đỏ và rìa bên trong hơi xanh.
Trong nhiều trường hợp, khi các giọt nước rất nhỏ, cung sương mù xuất hiện màu trắng và do đó đôi khi được gọi là cầu vồng trắng. Sự thiếu màu sắc này là đặc điểm của cung sương mù giúp phân biệt nó với glory, có nhiều vòng màu nhạt do nhiễu xạ. Cầu vồng trắng có thể được quan sát trong lớp sương mù mỏng khi có Mặt Trời chiếu sáng. Do những giọt nước trong sương mù rất nhỏ nên cầu vồng trắng chỉ có màu sắc mờ nhạt hoặc không màu. Khi các giọt hình thành nó gần như đồng nhất về kích thước, cung sương mù có thể có nhiều vòng bên trong, hoặc nhiều vòng kép phụ, có màu sắc mạnh hơn cung chính. Theo NASA:
Sự thiếu màu sắc của cung sương mù là do những giọt nước nhỏ hơn... nhỏ đến mức so sánh được với bước sóng ánh sáng. Nhiễu xạ làm nhòe đi các màu sắc được tạo ra bởi những giọt nước cầu vồng lớn hơn...
Một cung sương mù nhìn thấy trong các đám mây, điển hình là từ một chiếc máy bay nhìn xuống, được gọi là cung mây. Các thủy thủ đôi khi gọi cung sương mù là sea-dog.

## Phương hướng
Một cung sương mù xuất hiện ở cùng hướng của cầu vồng, tức là Mặt Trời sẽ ở phía sau đầu của người quan sát và hướng nhìn sẽ vào một đám sương mù đối diện (có thể không thể thấy được theo hướng khác). Bán kính ngoài của nó nhỏ hơn một chút so với cầu vồng.
Khi một cung sương mù xuất hiện vào ban đêm, nó được gọi là cung sương mù Mặt Trăng.

## Xem thêm

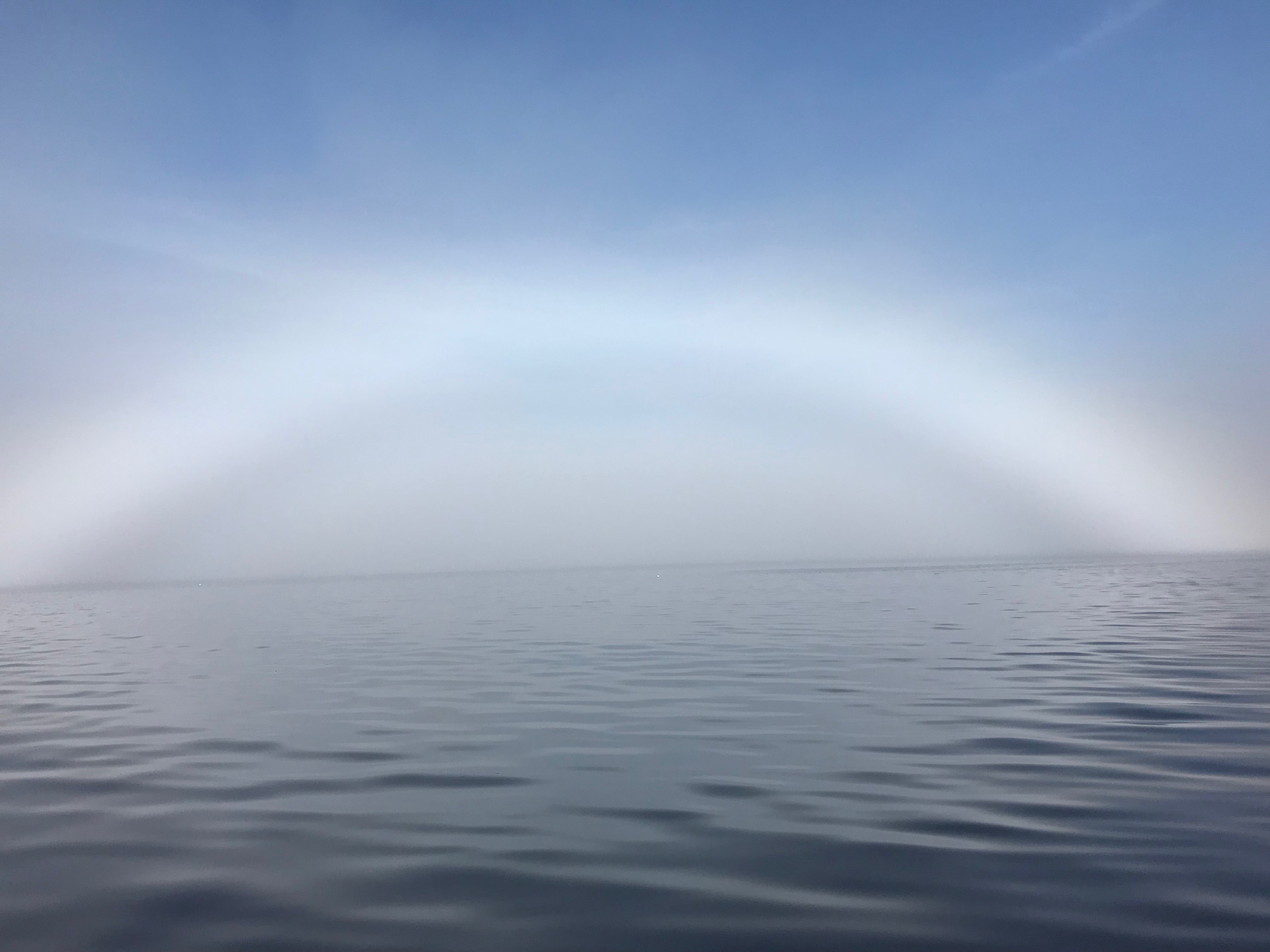
Cung sương mù ở vịnh Mexico/sông Suwannee, John Donaldson, ngày 19 tháng 12 năm 2017